# Jon Lugbill
Jon Phillip Lugbill (né le 27 mai 1961 à Wauseon, Ohio) est un compétiteur de slalom en canoë-kayak eau vive. Au cours des années 80, il a été un acteur majeur du canoë-kayak slalom international, avec un nombre record de titres mondiaux en canoë slalom monoplace (C1).

## Biographie
Lugbill a commencé le canoë dans les années 1970 dans la région de Washington, DC. Il s'entraînait souvent quotidiennement dans son C1 en utilisant des portes de slalom installées sur un canal d'alimentation à côté de la rivière Potomac près de Great Falls. Lui et quelques autres coureurs américains (notamment David Hearn) ont développé de nouvelles conceptions de canoës pontés à faible volume, en utilisant du kevlar et de la fibre de verre mélangés à de la résine époxy. Il révolutionne ainsi la discipline, en proposant une navigation nouvelle, adaptée à ces bateaux plus fins que ceux utilisés jusqu'alors.
En 1979, Lugbill a remporté le Championnat du monde individuel C1 masculin de slalom lors des premiers Championnats du monde qui se tiendront sur le continent nord-américain à Jonquière (Canada). C'était la première fois qu'un Américain remportait une médaille d'or aux championnats du monde de slalom en canoë. Lugbill a ensuite remporté plusieurs fois l'or dans sa catégorie : 1981 à Bala (Pays de Galles), 1983 à Merano (Italie), 1987 à Bourg-Saint-Maurice (France) et 1989 sur la rivière Savage (USA). Seule l'épreuve de 1985 à Augsbourg (alors en Allemagne de l'Ouest) lui échappe durant cette décennie, Lugbill ayant dû se contenter de la médaille d'argent après que son grand rival David Hearn l'a battu pour l'or. Lugbill a également remporté sept médailles d'or consécutives aux championnats du monde dans l'épreuve par équipe C1 (1979-1991), un record qui ne sera battu que par Michal Martikan trente ans plus tard. Son frère aîné Ron faisait partie de l'équipe C1 médaillée d'or en 1981.
Lugbill a remporté trois titres consécutifs de coupe du monde dans la catégorie C1, dont l'édition inaugurale en 1988. Il est l'un des fondateurs de ce circuit avec notamment son entraîneur Bill Hendicott, le kayakiste britannique Richard Fox et l'entraîneur français Eric Koechlin.
Au plus fort de la carrière de Lugbill, le canoë-kayak slalom n'était pas inclus dans le programme de compétition des Jeux olympiques d'été. Sa réapparition sur la scène olympique est survenue en 1992, lorsque le sport est revenu aux Jeux olympiques après une absence de 20 ans. Sur le parcours artificiel de La Seu d'Urgell, en Espagne, Lugbill s'est classé quatrième après avoir été pénalisé de cinq secondes à la suite d'une touche de la porte 23 lors de sa première manche.
Lugbill est le directeur exécutif de Metropolitan Richmond Sports Backers et réside à Richmond, en Virginie. Il a été un fervent partisan de l'amateurisme dans son sport, contre le professionnalisme et le système des sponsors.
Il est diplômé de l'Université de Virginie. Il a deux filles, Kelly et Stephanie.

## Palmarès

### Jeux olympiques d'été
- Jeux olympiques de 1992 à Barcelone (Espagne) :
  - 4ème place.

### Championnats du Monde
- Médaille d'or en C1 aux Championnats du monde 1979 à Jonquière
- Médaille d'or en C1 par équipe aux Championnats du monde 1979 à Jonquière
- Médaille d'or en C1 aux Championnats du monde 1981 à Bala
- Médaille d'or en C1 par équipe aux Championnats du monde 1981 à Bala
- Médaille d'or en C1 aux Championnats du monde 1983 à Mérano
- Médaille d'or en C1 par équipe aux Championnats du monde 1983 à Mérano
- Médaille d'or en C1 par équipe aux Championnats du monde 1985 à Augsbourg
- Médaille d'or en C1 aux Championnats du monde 1987 à Bourg-Saint-Maurice
- Médaille d'or en C1 par équipe aux Championnats du monde 1987 à Bourg-Saint-Maurice
- Médaille d'or en C1 aux Championnats du monde 1989 sur la rivière Savage
- Médaille d'or en C1 par équipe aux Championnats du monde 1989 sur la rivière Savage
- Médaille d'or en C1 aux Championnats du monde 1991 à Tacen
- Médaille d'argent en C1 aux Championnats du monde 1985 à Augsbourg

### Coupe du monde
- Vainqueur de la coupe du monde de canoë-kayak slalom en C1 1988, 1989 et 1990

## Podiums individuels en Coupe du monde
| Saison | Date         | Lieu           | Position | un événement |
| ------ | ------------ | -------------- | -------- | ------------ |
| 1989   | 12 août 1989 | Mezzana        | 1er      | C1           |
| 1989   | 15 août 1989 | Augsbourg      | 1er      | C1           |
| 1990   | 1 juil 1990  | Wausau         | 1er      | C1           |
| 1990   | 1990         | Rivière Savage | 1er      | C1           |
| 1990   | 12 août 1990 | Augsbourg      | 1er      | C1           |
| 1990   | 25 août 1990 | Tacen          | 2e       | C1           |
| 1991   | 30 juin 1991 | Mezzana        | 2e       | C1           |
| 1991   | 10 juil 1991 | Reals          | 2e       | C1           |
| 1991   | 25 août 1991 | Minden         | 2e       | C1           |
| 1991   | 1 sept. 1991 | Wausau         | 1er      | C1           |